# Fritelli
I fritelli (singolare fritellu), o "fritelle" (singolare fritella) sono bignè corsi fritti, fatti con farina di grano o di castagne ("Fritelle castagnine").
I fritelli sono chiamati "fritelli di casgiu frescu" se sono ripieni di formaggio fresco (o brocciu) oppure "fritelli di salciccia" se di salame.